# Mustafa Özkan
Mustafa Özkan (* 21. Februar 1975 in Forchheim, Deutschland) ist ein ehemaliger deutsch-türkischer Fußballspieler. Aufgrund seiner Tätigkeiten für Beşiktaş Istanbul und Gençlerbirliği Ankara wird er mit diesen Vereinen assoziiert.

## Spielerkarriere

### Verein
Mustafa Özkan kam als Sohn von türkischen Gastarbeitern im fränkischen Forchheim auf die Welt. Hier begann er mit dem Fußballspielen in den Jugendabteilungen diverser Amateurvereine. Später wechselte er in die Jugend des 1. FC Nürnberg. Zum Sommer 1993 wurde er bei diesem Verein in den Kader des Profiteams aufgenommen, saß aber zwei Jahre entweder auf der Ersatzbank oder spielte für die Reservemannschaft. Zum Sommer 1995 wechselte er in die höchste türkische Spielklasse zum türkischen Traditionsverein Beşiktaş Istanbul. Hier wurde er vom deutschen Trainer Christoph Daum trotz der großen Konkurrenz auf der Stürmerposition mit Oktay Derelioğlu und Orhan Kaynak oft als Sturmpartner von Stefan Kuntz aufgestellt. Daum wurde kurz vor Saisonende entlassen und für die neue Saison durch den türkischen Trainer Rasim Kara ersetzt. Dieser bevorzugte im Sturm eher den sehr groß aufspielenden Derelioğlu und den neu hinzugekommenen Nigerianer Daniel Amokachi. Ergänzend zu diesen gesetzten zwei Stürmern kamen eher die Spieler Kaynak und Serdar Topraktepe zum Einsatz.
Nachdem Özkan bei Beşiktaş keine Perspektive für sich gesehen hatte, wechselte er zur Saison 1997/98 zum Erstligisten Kocaelispor. Auch bei diesem Verein konnte er sich keinen Stammplatz erobern. So wurde er für die Rückrunde an den Ligakonkurrenten İstanbulspor ausgeliehen. Nach einer durchwachsenen Rückrunde kehrte er zum Sommer 1998 wieder zu Kocaelispor zurück.
Nachdem er bis zum Sommer 1999 für Kocaelispor aktiv gewesen war, verließ er die Türkei und wechselte in die 2. Fußball-Bundesliga zu den Stuttgarter Kickers. In seiner ersten Spielzeit für diesen Verein kam er zu regelmäßigen Einsätzen und erzielte in 14 Ligapartien zwei Tore. Die zweite Saison wurde er vom Trainerstab kaum berücksichtigt und spielte nur sechsmal.
Zum Sommer 2001 lag ihm ein Angebot vom türkischen Erstligisten Göztepe Izmir vor. Da Özkan bei den Stuttgarter Kickern eher ein Reservistendasein fristete, nahm er das Angebot an und wechselte erneut in die türkische Liga. Hier wurde die Mannschaft von Rıza Çalımbay betreut, einem ehemaligen Mannschaftskameraden Özkans aus seiner Zeit bei Beşiktaş. Unter diesem Trainer spielte Özkan eine erfolgreiche Saison und traf zehnmal in 33 Ligabegegnungen. Sein Verein verpasste zum Saisonende den Klassenerhalt und stieg in die TFF 1. Lig ab.
Çalımbay, der bereits zur Winterpause der Saison 2001/02 Göztepe verlassen und den Erstligisten Denizlispor übernommen hatte, veranlasste seine Vereinsführung dazu, zur anstehenden Saison Özkan zu verpflichten. Denizlispor hatte die Vorsaison auf dem 5. Tabellenplatz beendet und sich somit für den UEFA-Pokal der Saison 2002/03 qualifiziert. Hier setzt man sich in der 1. Runde gegen den französischen Vertreter FC Lorient durch. In den nächsten Runden bezwang man überraschend Sparta Prag und Olympique Lyon und traf im Achtelfinale auf den späteren UEFA-Cup-Gewinner FC Porto. Gegen die vom damals eher unbekannten José Mourinho betreuten Portugiesen verlor man das Hinspiel in Porto mit 1:6. Bei dem Rückspiel vor heimischer Kulisse erreichte man ein beachtliches 2:2 und schied damit aus. Özkan erzielte in dieser UEFA-Cup-Saison sechs Tore in sieben Spielen und hatte so an der Achtelfinalteilnahme seines Vereins, was auch gleichzeitig das beste Abschneiden der Vereinsgeschichte war, erheblichen Anteil. In der Liga verpasste man mit dem erreichten 10. Tabellenplatz eine erneute Teilnahme am europäischen Wettbewerb.
Für die nächste Saison wechselte er zum Erstligisten Gençlerbirliği Ankara. Hier arbeitete mit Ersun Yanal ein junger Trainer, der die Intention hatte eine konkurrenzfähige Mannschaft aufzubauen. Yanal, der zuvor zweimal Denizlispor betreute, hatte beim Zustandekommen des Transfers erheblichen Anteil. Gençlerbirliği hatte sich durch einen 3. Tabellenplatz in der Vorsaison für den UEFA-Pokal der Saison 2003/04 qualifiziert. Mit diesem Verein erlebte Özkan eine ebenso erfolgreiche UEFA-Cup-Saison wie zuvor mit Denizlispor. In der 1. Runde setzte man sich gegen den englischen Klub Blackburn Rovers durch und schaltete in der 2. Runde Sporting Lissabon aus. In der 3. Runde traf man auf den italienischen Spitzenklub AC Parma. Nachdem man das Hinspiel in Parma überraschend mit 1:0 gewann, sorgte man im Rückspiel vor heimischer Kulisse mit einem 3:0 für eine kleine Sensation. Im Achtelfinale traf man auf den späteren UEFA-Cup-Gewinner FC Valencia. Nachdem man das erste Spiel vor heimischer Kulisse mit 1:0 gewonnen hatte, verlor man das Rückspiel mit 0:2. Bei einem Stand von 0:1 sah Özkan in der 88. Spielminute die gelb-rote Karte und schwächte so unglücklich seine Mannschaft. Valencia erzielte in der 94. Minute das 0:2 und kam eine Runde weiter. Özkan musste nach dem Spiel lange Zeit mit vielen Beschuldigungen leben. Gençlerbirliği erreichte in der gleichen Saison das Finale des Türkischen Fußballpokals und sicherte sich so eine erneute Teilnahme am UEFA-Pokal. Die Finalpartie verlor man 0:4 gegen Trabzonspor. Obwohl Özkan im UEFA-Cup hinter den Erwartungen blieb, erzielte er in der Liga 13 Tore in 32 Spielen. Zum Saisonende verließ Yanal den Verein und wurde türkischer Nationaltrainer. Bei Gençlerbirliği wurde als neuer Trainer Erdoğan Arıca eingestellt. Nachdem man mit diesem Trainer hinter den Erwartungen blieb und im UEFA-Cup bereits in der 2. Runde gegen Egaleo AO Athen ausschied, wurde Arıca bereits Anfang Oktober 2004 durch Oğuz Çetin ersetzt. Auch unter diesem neuen Trainer stellte sich die erhoffte Verbesserung nicht ein, sodass man zur Rückrunde Ziya Doğan als neuen Trainer vorstellte. Dieser erreichte die erhoffte Wende. So beendete man die Liga auf dem 5. Tabellenplatz.
Der Erfolgstrainer Doğan konnte mit Gençlerbirliği zu keiner Einigung in der Vertragsverlängerung kommen und übernahm zur neuen Saison den Erstligisten Malatyaspor. Doğan, der dafür bekannt ist, gerne mit den gleichen Spielern zusammenarbeiten zu wollen, erfuhr von dem Auslaufen des Vertrages von Özkan und überredete ihn zu einem Wechsel zu Malatyaspor. Bei Malatyaspor verlief die Saison sowohl für Doğan als auch für Özkan durchwachsen. So verließ Doğan den Verein bereits vor Saisonende. Özkan selbst löste zum Saisonende nach gegenseitigem Einvernehmen mit Malatyaspor seinen Vertrag auf und wechselte innerhalb der Liga zu MKE Ankaragücü. Hier spielte er zwei Spielzeiten lang und arbeitete unter anderem mit den Trainern Hikmet Karaman, Hans-Peter Briegel, Hakan Kutlu und Ünal Karaman zusammen.
Mit dem Auslaufen seines Vertrages verließ er Ankaragücü und wechselte innerhalb der Liga zum Aufsteiger Antalyaspor. Ausschlaggebend für diesen Wechsel war der Umstand, dass Antalyaspor von seinem ehemaligen Trainer Karaman betreut wurde. Unter diesem Trainer erreichte der Verein in der Vorsaison die Vizemeisterschaft der TFF 1. Lig und damit den Aufstieg in die Süper Lig. Özkan spielte eine Spielzeit für Antalyaspor und verließ den Verein Richtung Aufsteiger Diyarbakırspor, wo sein alter Förderer Ziya Doğan die Mannschaft betreute. Nachdem Diyarbakırspor in finanzielle Engpässe geraten war, löste Özkan auch hier seinen Vertrag vorzeitig bereits nach einer halben Saison auf und verließ den Verein.
Für die Rückrunde der Saison wechselte er zum Zweitligisten Çaykur Rizespor. Hier spielte er nur zwei Monate und löste nach gegenseitigem Einvernehmen mit der Vereinsführung seinen Vertrag auf. Zum Sommer beendete er dann seine aktive Profifußballerlaufbahn.

### Nationalmannschaft
Özkan lief 15-mal für die Türkische U-21 Nationalmannschaft auf und erzielte dabei fünf Tore.
Mit der olympischen Auswahl der türkischen Nationalmannschaft nahm er 1997 an den Mittelmeerspielen teil und gewann die Silbermedaille.
Im Rahmen eines Freundschaftsspiels gegen die Ukrainische Nationalmannschaft wurde Özkan vom damaligen Nationaltrainer Şenol Güneş in den Mannschaftskader der Türkischen Nationalmannschaft nominiert. In dieser Partie vom 12. Februar 2002 bestritt er sein erstes und einziges Länderspiel.

## Erfolge
- Mit Denizlispor
  - Achtelfinalist im UEFA-Pokal: 2002/03

- Mit Gençlerbirliği Ankara
  - 5. Tabellenplatz der Süper Lig: 2004/05
  - Türkischer Pokalfinalist: 2003/04
  - Achtelfinalist im UEFA-Pokal: 2003/04

- Mit der Olympischen Auswahl der Türkei:
  - Silbermedaille Mittelmeerspiele: 1997